# Samuel Glasse
Pour les articles homonymes, voir Glasse.
Samuel Glasse, né en 1735 et mort en 1812, est un prêtre anglican, membre de la Royal Society.

## Biographie
Samuel Glasse est né et a été baptisé le 18 juin 1734 au presbytère de Purton dans le Wiltshire en Angleterre. Il est le fils de Richard Glasse, recteur de Purton, et de sa femme, Elizabeth. Il étudie à l'école de Westminster de 1749 à 1752, quand il est élu étudiant junior de Christ Church, Oxford (4 juin). Il poursuit avec un Bachelor of Arts (BA) en 1756, un Master of Arts (MA) en 1759, et ajoute les grades de Bachelor of Divinity (BD) et de Doctor of Divinity (DD) le 7 décembre 1769. En 1764 il devient membre de la Royal Society.

## Publications (sélection)
- Advice from a lady of quality to her children : in the last stage of a lingering illness, Gloucester, R. Raihes, 1778, 2 vol. ; traduction de l'ouvrage de Louis Antoine Caraccioli, Les derniers adieux de la maréchale de *** à ses enfants, Paris, 1769[2].
- The Piety, Wisdom, and Policy of promoting Sunday Schools, Londres, 1786.
- A Narrative of Proceedings tending towards a National Reforming previous to, and consequent upon, his Majesty's Royal Proclamation for the Suppression of Vice and Immorality. In a Letter to a Friend, &c. by a Country Magistrate, Londres, 1787